# Septentrinna bicalcarata
Septentrinna bicalcarata là một loài nhện trong họ Corinnidae.
Loài này thuộc chi Septentrinna. Septentrinna bicalcarata được Eugène Simon miêu tả năm 1896.